# Kleiton Domingues
Kleiton Domingues (sinh ngày 2 tháng 4 năm 1988) là một cầu thủ bóng đá người Brasil.

## Sự nghiệp câu lạc bộ
Kleiton Domingues đã từng chơi cho Tokushima Vortis và FC Gifu.

## Thống kê câu lạc bộ

### J.League
| Đội              | Năm       | J.League | J.League | J.League Cup | J.League Cup | Tổng cộng | Tổng cộng |
| Đội              | Năm       | Trận     | Bàn      | Trận         | Bàn          | Trận      | Bàn       |
| ---------------- | --------- | -------- | -------- | ------------ | ------------ | --------- | --------- |
| Tokushima Vortis | 2014      | 10       | 0        | 1            | 0            | 11        | 0         |
| FC Gifu          | 2014      | 10       | 1        | -            | -            | 10        | 1         |
| Tổng cộng        | Tổng cộng | 20       | 1        | 1            | 0            | 21        | 1         |